# Krmelín
Krmelín (niem. Kermelin) – wieś gminna w kraju morawsko-śląskim, w powiecie Frydek-Mistek w Czechach. Powierzchnia 5,03 km², 2042 mieszkańców (2008). Leży w historycznym regionie Moraw około 10 kilometrów na północny zachód od miasta Frydek-Mistek, na północy sąsiaduje z Ostrawą.
Wzmiankowana po raz pierwszy w 1447 roku. W miejscowości znajduje się kościół św. Jana i Pawła z 1895 roku.